# Apocalipsis climático
El apocalipsis climático (también llamado distopía climática y colapso climático, entre otros nombres) es un escenario hipotético de cambio climático drástico que implica el derrumbamiento global de la civilización humana y la alta posibilidad de causar la extinción de la humanidad como un resultado directo o indirecto del calentamiento global y el colapso ecológico. Bajo una catástrofe global de esta escala, algunas o todas las partes de la Tierra pueden ser inhabitables como consecuencia de temperaturas extremas, eventos climáticos severos, incapacidad de los cultivos para desarrollarse y alteración de la composición de la atmósfera terrestre.

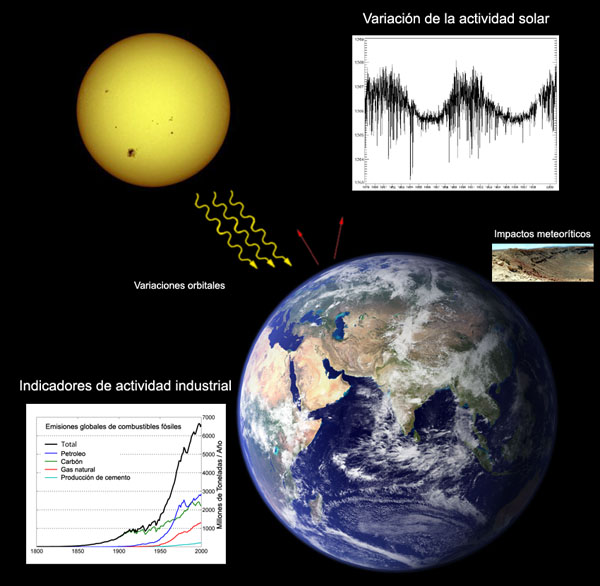
Imagen compuesta que ilustra los principales factores que causan el cambio climático.

Hay consenso científico sobre el cambio de climático y consenso en la atribución del calentamiento global a la actividad humana. Hay también consenso en algunos casos que acciones individuales y políticas pueden mitigar el impacto del calentamiento global. Aun así, no hay consenso sobre si la humanidad tiene que tomar pasos drásticos para disminuir el consumo de combustibles fósiles, disminuir la producción industrial y el consumo de bienes, entre otros, para evitar el derrumbamiento de la civilización.

## Etimología y uso
La palabra "apocalipsis", del latín tardío apocalypsis, y este del gr. ἀποκάλυψις apokálypsis 'revelación', se refiere a una gran catástrofe que resulta en una destrucción generalizada o en el colapso de la civilización.
No existe un único término acordado utilizado para describir un colapso ambiental y ecológico como resultado directo o indirecto del cambio climático antropogénico, sin embargo, tal evento ha sido explorado tanto en ficción como en no ficción durante muchos años. La novela de 1889 de Jules Verne La compra del Polo Norte imagina el cambio climático debido a una inclinación deliberada del eje de la Tierra.
Desde la Segunda Guerra Mundial, ha habido una discusión continua sobre la destrucción del medio ambiente debido a la energía nuclear.
En 1962, el libro seminal de Rachel Carson, Silent Spring, documentó el daño ambiental causado por el uso indiscriminado de pesticidas, una de las principales causas de la disminución de las poblaciones de abejas y polinizadores. En su primer capítulo, "Una fábula para el mañana" Carson usa un lenguaje apocalíptico para describir una ciudad estadounidense con plantas y vida silvestre devastadas como resultado de la actividad humana.
En julio de 2018, el profesor Jem Bendell publicó el documento titulado Adaptación profunda: un mapa para navegar la tragedia climática. En él, Bendell se refiere al colapso de la civilización debido al cambio climático utilizando términos más largos como "colapso social inducido por el clima". En su artículo, se refiere explícitamente a la falta de discusión sobre este tema en las publicaciones de investigación, que puede ser una de las razones por las que todavía no existe una expresión estandarizada.

## Escenario del fin del mundo
En comparación con el año 1900, en la actualidad la temperatura global de la tierra ha aumentado en 1° Celsius y continúa aumentando rápidamente. El aumento severo de la temperatura global está causando serias amenazas a nuestro medio ambiente, ya que todas las plantas, animales, pájaros y otros componentes abióticos como el monzón, los patrones de viento, etc., se ven afectados por él. El cambio climático juega un gran papel en afectar nuestra temperatura global y está causando serias amenazas a nuestro medio ambiente. Si comparamos el clima de hoy con el pasado, empeora cada vez más a medida que se espera que ocurra un aumento de 3 °C y está ocurriendo. Es necesario controlar el cambio climático. El apocalipsis climático se vuelve seguro cuando el aumento de temperatura es de 3 °C. Varias catástrofes comienzan incluso a 1 °C. Con un aumento de 3 °C, el entorno natural de la tierra se vuelve hostil para la vida e incompatible con la civilización.

### Efectos directos
El apocalipsis climático tendrá efectos similares a los 5 eventos de extinción principales anteriores, incluyendo el exterminio de más del 70% de las especies
En julio de 2019 una organización australiana, Breakthrough - Centro Nacional para Restauración de Clima, publicó un informe sobre riesgo existencial a la vida y civilización en Australia. Vice Media, Usa Today, y CNN presentaron las afirmaciones de este informe como una advertencia aplicable a nivel mundial del próximo Apocalipsis climático.
Los fenómenos meteorológicos extremos, como los incendios forestales en California de 2017, se vuelven más frecuentes y más extremos.
Una revisión de 2017 consideró la investigación en las últimas décadas y predijo que para 2100, el 74% de las regiones donde ahora viven las personas se convertirían en entornos de enfermedades letales por calor para la vida humana.
Un escritor de The Guardian describió el próximo cambio climático como catastrófico para la biodiversidad y que las generaciones futuras percibirán a la generación actual como culpable de delitos imperdonables.

### Efectos indirectos
A medida que las regiones se vuelvan inhabitables por el apocalipsis climático, habrá migraciones masiva sin precedentes de refugiados.
Hay una expectativa de transformación fundamental en la naturaleza del gobierno y la sociedad en respuesta a evitar una catástrofe.
Al tratar de describir los horrores del cambio climático para alentar la acción, algunos activistas y políticos han intentado advertir sobre el caos de los refugiados climáticos. Muchas personas que no están familiarizadas con el tema descartan la importancia de la migración global masiva y en consecuencia creen que este es el único desafío a considerar.
Un científico económico ha descrito cómo abordar escenarios de apocalipsis climático de baja probabilidad. Un escenario es considerar si los humanos se extinguirían en un aumento de temperatura de 10 grados C. Una predicción es un escenario apocalíptico en 2100 de aumento de temperatura de ~ 6 grados C, donde la civilización en medio de la destrucción y la desesperación global se uniría para tomar medidas radicales.
Un economista describió que si bien existe incertidumbre al predecir los efectos del cambio climático y muchos posibles escenarios futuros, una cantidad preocupante de datos, predicciones y modelos describen resultados plausibles donde el costo de mantener la civilización y la vida tal como la conocemos aumenta rápidamente.

## Intentos de mitigar el apocalipsis
La revista americana Grist comentó que, aunque existe la expectativa de un horrible apocalipsis climático, podría ser menos horrible o más horrible dependiendo de si hay una respuesta coordinada para disminuir el daño.
KQED informó que el consenso científico es tomar cualquier acción posible, siempre que sea posible, incluso cuando hay informes de un apocalipsis climático próximo.
La inyección de aerosol estratosférico, un proceso hipotético para bloquear la luz solar de la tierra, se propone como una respuesta tecnológica desesperada para reducir el riesgo existencial.

## Predicciones
Numerosos científicos, académicos y profesores de universidad han advertido sobre los peligros del calentamiento global.

### What if we stopped pretending? (Y si no fingieramos más?)
Un artículo escrito para The New Yorker por Jonathan Franzen en septiembre de 2019 titulado What if we stopped pretending? (¿Y si no fingieramos más?) argumentaba que aquellos menores de sesenta años al momento de publicar el artículo probablemente verían la desestabilización radical de la vida en la tierra debido a la pérdida de cosechas, incendios, economías caídas, inundaciones, y cientos de millones de refugiados climáticos, mientras que los menores de treinta años estaban casi seguros de verlo. El artículo atrajo una gran controversia por argumentar que la humanidad ahora debe aceptar que un apocalipsis climático es inevitable, y fue muy criticado por ser derrotista, así como por sacar conclusiones científicas falsas de que tal escenario era inevitable, más que posible.

### The Age of Consequences (La era de las consecuencias)
Un informe publicado en noviembre de 2007 por varios autores, entre ellos el exdirector de la CIA R. James Woolsey Jr., el exasesor de seguridad nacional de Al Gore Leon Fuerth y el exjefe de gabinete del presidente Bill Clinton John Podesta titulado "La era de las consecuencias: Las implicaciones de la política exterior y la seguridad nacional del cambio climático global", describe un escenario severo y catastrófico "en el que el calentamiento global alcanza 1.6 °C por encima de los niveles preindustriales para 2040 y 5.6 °C para 2100 respectivamente.
En el escenario "severo", el cambio climático no lineal tiene efectos devastadores en la sociedad, incluida una posible pandemia; inestabilidad social debido al gran aumento de la migración y la escasez de alimentos y agua; identidades amenazadas de comunidades globales como resultado del aumento del nivel del mar y las inundaciones costeras; probable conflicto sobre recursos y posible guerra nuclear. Los autores escriben que en este escenario el cambio climático hace que la humanidad experimente un cambio permanente en su relación con la naturaleza.
En el escenario "catastrófico", los autores escriben que la sociedad humana tendría dificultades para adaptarse y señalan que este escenario es tan extremo que sus impactos son difíciles de imaginar. Los autores alientan a los lectores a comparar el escenario con la amenaza del terrorismo, enfatizando que la solución a ambas amenazas se basa en una transformación de la economía energética mundial.

### El escenario 2050
En mayo de 2019, Breakthrough - National Center for Climate Restoration publicó un informe que argumentaba que el cambio climático representa una amenaza existencial para la civilización humana en el corto y mediano plazo, pidiendo un nivel de respuesta en tiempo de guerra para combatirlo. El informe apareció en gran medida en los medios debido a la gravedad de su mensaje.
El informe describió un "escenario 2050" que los autores definen como una forma de pensar en la gama alta de posibilidades en lugar de una proyección científica. Dentro de este escenario, los formuladores de políticas no actúan lo suficiente y las emisiones globales no alcanzan su punto máximo hasta 2030. Se generan retroalimentaciones climáticas que conducen a un calentamiento global de 1.6 °C por encima de los niveles preindustriales para 2030 y de 3 °C para 2050, lo que lleva a Tierra en el escenario de "Tierra de invernadero". El nivel del mar aumentará de 2 a 3 metros para 2100, con un eventual aumento de 25 metros del nivel del mar bloqueado. Algunas regiones se vuelven imposibles de vivir debido al intenso calor y la falta de capacidad de adaptación y alrededor de mil millones de personas son desplazadas, mientras que dos mil millones de personas sufren de escasez de agua. No hay suficientes alimentos para alimentar a la población mundial y muchas de las ciudades más pobladas del mundo están abandonadas debido al aumento del nivel del mar.

### Figuras destacadas
En una entrevista para The Ecologist, el director emérito del Instituto Potsdam para la Investigación del Impacto Climático, el profesor Hans Joachim Schellnhuber advirtió que si continuamos como estamos ahora, en el próximo siglo podremos poner fin a la civilización. Él predijo que los humanos sobrevivirían de alguna manera, pero que casi todo lo que se había construido en los últimos dos mil años sería destruido. Calificó las posibilidades de éxito en la lucha contra el cambio climático en más del 5% pero definitivamente menos del 50%.
En su documental de la BBC de 2019 Cambio climático: los hechos, Sir David Attenborough advierte que se deben tomar medidas drásticas contra el cambio climático en la próxima década para evitar daños irreversibles en el mundo natural y el colapso de las sociedades humanas. En una entrevista de Channel 4 de 2019 con Jon Snow, Attenborough afirma que el peor resultado del cambio climático que podría experimentarse en los próximos setenta años sería el descontento civil y la migración masiva a gran escala. Él predice que los humanos continuarán encontrando suficiente comida, pero que se verán obligados a cambiar sus dietas.
El profesor emérito de estrategia climática de la BI Norwegian Business School, Jørgen Randers, predice que no cumpliremos con las promesas del Acuerdo de París, ya que a corto plazo es más barato continuar actuando como de costumbre.
Como ecologista de toda la vida, Carlos de Gales ha pronunciado discursos advirtiendo que el cambio climático podría traer horrores inimaginables y que cuestiona nuestra supervivencia futura en el planeta.
El Papa Francisco ha declarado que el cambio climático amenaza el futuro de la familia humana y que debemos tomar medidas para proteger a las generaciones futuras y a los más pobres del mundo que sufrirán más por las acciones de la humanidad. También ha declarado que nuestra elección de energía tiene el potencial de destruir nuestra civilización y que esto debe evitarse.
En una entrevista, el Secretario General de las Naciones Unidas, António Guterres, advirtió que el mundo estaba perdiendo la lucha contra el cambio climático y describió la falta de acción sobre el cambio climático como "suicidio".
Joseph Stiglitz, premio Nobel de economía, opina que “La emergencia climática es nuestra tercera guerra mundial. Nuestras vidas y nuestra civilización tal como la conocemos están en juego, tal como estaban en la Segunda Guerra Mundial”.
Greta Thunberg ha pedido en varias ocasiones que se escuche a los científicos y se actúe en consecuencia en relación con el calentamiento global.

## Adaptándose a un colapso
En julio de 2018, el profesor Jem Bendell publicó el documento titulado Adaptación profunda: un mapa para navegar la tragedia climática. La adaptación profunda es el concepto que pretende que la humanidad necesita prepararse para la interrupción fundamental de sus paradigmas de civilización actuales, debido al cambio climático, con una probabilidad de colapso social completo. A diferencia de la adaptación al cambio climático, cuyo objetivo es adaptar las sociedades gradualmente a los efectos del cambio climático, la adaptación profunda se basa en la aceptación de la transformación abrupta del medio ambiente como una consideración para tomar decisiones hoy en día.
En 2019, Jem Bendell comenzó el Foro de Adaptación Profunda. Según el sitio web, el Foro de Adaptación Profunda es un "espacio internacional en línea para conectar a las personas, en todas las esferas de la vida, para fomentar el apoyo mutuo, la colaboración y el desarrollo profesional en el proceso de enfrentar el colapso social". Bendell también creó un grupo de Facebook de Deep Adaptation para discutir estos temas.

## Narrativas del cambio climático

### Crítica social de la literatura
Varias publicaciones académicas describen cómo el discurso político, los medios de comunicación y los estudios científicos abordan la idea de un Apocalipsis climático que se acerca rápidamente .Personas de diversas culturas, en diferentes momentos, han contado relatos sobre el cambio climático. A medida que se acerca el Apocalipsis climático, los medios presentan muchos escenarios de apocalipsis imaginados de una manera que los combina a todos.

### Narrativas contemporáneas
La revista Esquire describió que desde 1990 los científicos climáticos han venido realizando avisos urgentes y luego han experimentado cómo los medios de comunicación convierten estas declaraciones en entretenimiento sensacionalista. Un informe de 2013 describió cómo incorporar el concepto de prevención de catástrofes en las políticas públicas; este no tiene precedentes y es un desafío lograrlo.

### En la cultura popular
La ficción climática es un género de medios popular que con frecuencia presenta historias del Apocalipsis climático. Los ejemplos incluyen Ismael, una novela filosófica de 1992, y Mad Max: Furia en el camino, una película de acción del año 2015.
La preocupación por el apocalipsis climático ha sido objeto de artículos de noticias satíricas. Un tema es la revuelta popular contra los poderosos. Otro es el deseo de los jóvenes de tener un ambiente habitable en la edad adulta. Otro son las fantasías sobre el romance y la aventura de las personas que experimentan el caos del colapso ecológico y social...